# Donji Tavankut
Donji Tavankut (srp. Доњи Таванкут, mađ. Alsó-Tavankút) je selu u Bačkoj, na sjeveru autonomne pokrajine Vojvodine, Srbija.

## Zemljopisni uvjeti
Nalazi se jugoistočno od Subotice, na 46° 01′ 60″ sjeverne zemljopisne širine i 19° 28′ 60″ istočne zemljopisne dužine.
Nalazi se na pjeskovitu terenu i crnici.

## Upravni ustroj
Upravno pripada Sjevernobačkom okrugu AP Vojvodine.
U njemu se nalazi nekooliko manjih krajeva: Čikerija (Čekerija), Sajc (Nemirna ravnica), Vuković Kraj, Marinkić Kraj, Zlatni Kraj, Skenderevo, Dikanovac, Kaponja (Kapunja).

## Povijest
Ovdje se kod Kaponje, prema Bajmaku, 5. ožujka 1849. odigrala velika bitka mađarske revolucije, gdje su se sukobile snage Mađara i bunjevačkih Hrvata sa Srbima, uz velike žrtve na objema stranama. Hrvatski su autori ovaj sukob poslije nazvali bratoubilačkim ratom.
Tavankutski Hrvati su mnogo pridonijeli antifašističkoj borbi u Drugom svjetskom ratu. Na Skenderevu se za vrijeme mađarske okupacije nalazila velika partizanska baza.

## Gospodarstvo
Tavankut je nekad bio poznat po vinima, a od nedavno po uzgoju jabuka. Zadnje se vrijeme uzgaja šljive, jagode i breskve.

## Promet
U Donjem Tavankutu se nalaze dvije željezničke postaje (Donji Tavankut i Skenderevo) na pruzi koja vodi od Subotice do Sombora, Bezdana, Apatina i Erduta. 

## Stanovništvo
U Donjem Tavankutu prema popisu iz 2002. godine, živi 2631 stanovnik. Većinu čine Hrvati (mahom iz skupine Bunjevaca) i osobe koje su se izjasnile samo kao "Bunjevci". Ukupno čine 76,81%.

### Narodnosni sastav
Narodnosni sastav ovog sela prema popisu iz 1991.:
2710 stanovnika se ovako izjasnilo:
- "Bunjevci" (36,49%)
- Hrvati  (32,36%)
- "Jugoslaveni" (22,14%)
- Mađari (3,57%)
- Srbi (2,61%)

Narodnosni sastav ovog sela prema popisu iz 2002.:
- Hrvati  (46,90%)
- "Bunjevci" (29,91%)
- Srbi (7,22%)
- "Jugoslaveni" (5,21%)
- Mađari (4,45%)

### Povijesna naseljenost
- 1981.: 2719
- 1991.: 2710
- 2002.: 2631

## Gospodarstvo
Većina mještana je zaposlena u mjesnom poljodjelskom poduzeću Medoproduktu, tako da je cijeli Tavankut gospodarski dosta vezan uz to poduzeće. Sami Medoprodukt ima sjedište u ovom selu.

## Školstvo
Osnovna škola Matija Gubec. 

## Kultura
U Donjem Tavankutu se održava dio programa žetvene manifestacije bunjevačkih Hrvata, Dužijance.
U ovom selu je sjedište HKPD-a "Matija Gubec".
7. siječnja 2011. godine utemeljena je Galerija Prve kolonije naive u tehnici slame Tavankut u ovom selu radi očuvanja i prikazivanja javnosti velikog fonda slika i predmeta od slame koji se je do tada nalazio raspršena na mnoštvu lokacija, a koji je nastao višedesetljetnim kulturno-likovnim radom tavankutske Likovne kolonije odnosno kolonije naive u tehnici slame.
Od 2011. svake se godine u listopadu u Tavankutu održava Tavankutski festival voća, na Etnosalašu Balažević, Donji Tavankut. Posvećen je predstavljanju gospodarskih potencijala i proizvoda, autentičnih rukotvorina, kao i proizvoda starih zanata Tavankuta, koji afirmiraju razvoj voćarstva, tradiciju i bogato kulturno nasljeđe. Program sadrži revijalnu izložbu gospodarskih proizvoda i rukotvorina, kulturni program, degustaciju i akcijsku prodaju izložbenih proizvoda. Festival organiziraju Galerija Prve kolonije naive u tehnici slame, Osnovna škola “Matija Gubec”, Hrvatsko kulturno prosvjetno društvo „Matija Gubec“ i Voćarska zadruga „Voćko“.

## Znamenitosti
- salaš Orluškov, Donji Tavankut 168, spomenik kulture[7]

## Šport
- OFK Tavankut, nogometni klub